# Lada 112/VAZ-2112
El Lada 112/VAZ-2112 es un vehículo destinado a sustituir al antiguo 110, presente en el mercado desde 1995. Sale al mercado en 1999, como una respuesta rusa a los coches importados de similares prestaciones, hoy día tiene incluso una categoría dentro de los deportes a motor en Rusia, en donde le hace frente a coches como el SEAT Ibiza y al Volkswagen Golf. Su producción, detenida desde 2008 en Rusia; ahora se hace en Ucrania, por parte del conglomerado "Bogdan".

## Historia
Aunque en comparación con lo habitual del 2110 y del 2111 frente a lo que se ofrecía en el 2112, dichas máquinas en general disponen del cuerpo más rígido que se ve en la carrocería del 21124, lo que hace que sea más alta la respuesta del acelerador en las carreteras.
Desde 2008 la producción del VAZ-2112 en las instalaciones de la AvtoVAZ fue suspendida, y se retomaría por parte del productor ucraniano Bogdan, algunos directivos favorables a la continuación de la producción del coche por sobre la del nuevo modelo, el Lada Priora, permitieron la cesión de los derechos y maquinarias utilizados para su producción a las instalaciones de la planta de la corporación "Bogdan". Además del modelo en la misma asamblea se hizo la cesión para otros coches a descontinuarse de las líneas de producción de AvtoVAZ a la misma receptora, tales como los coches Lada 110 y el Lada 111.

## Descripción

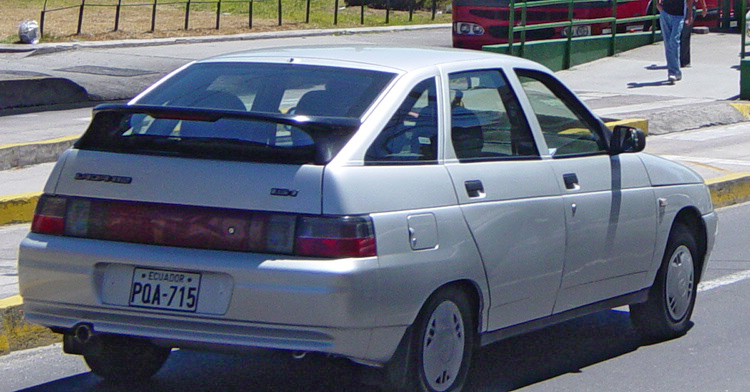
Un Lada 112 en las calles de Quito, Ecuador.

El coche es un tres puertas de estilo hatchback, y existió una versión de "lujo" en la que el nivel de los equipamientos fue notablemente superior a las versiones corrientemente comercializadas. El término "coupé" se hizo nada más como un sobrenombre, y fue usado como una estrategia de marketing. 
Este modelo tiene un manejo más deportivo, en comparación con sus predecesores. En éste coche se  combinan todas las ventajas de la serie VAZ-2110, con una carrocería monocasco de tipo cupé. El asiento trasero es el mismo instalado en el Lada 111. Se ha mantenido todas las cualidades positivas del Lada-110, y en éste se le hacen unas pequeñas mejoras, se reduce la longitud del cuerpo, pero aumentando el compartimiento de equipaje en un pequeño porcentaje, como sucede en el Lada 111, esto sucede si se pliega el asiento trasero. Se puede volver el asiento a su posición normal en 2 sencillos pasos, uno de los cuales consiste en que se puede plegar de forma independiente el uno del otro, así se sigue manteniendo la conveniencia del "station wagon" para el transporte de cargas pequeñas, pero con el desempeño de un coche deportivo.
Se trata de un compacto de cuatro puertas de 4.1 metros de largo, con capacidad para cinco pasajeros. En su época fue uno de los modelos más modernos del mercado automotor ruso, y su diseño ya no se le considera como a los anteriores modelos de AvtoVAZ, los cuales eran "acajonados", pero aun así al 112 no se le considera un coche del nivel de modelos europeos en cuanto a confort o seguridad.

## Variantes
El modelo está disponible en varias versiones:
- VAZ-21120 - Equipado con el motor 1,5 16KL; es la versión estándar del 2112.
- VAZ-21121 - Equipado con el motor 1,6 del 21114, con 8KL Versión Suite GLI.
- VAZ-21122 - Es el mismo motor encontrado en el Lada 111 (de 1,5 litros de cilindraje) versión del presupuesto 8KL 13x para discos de frenos y que incorpora sistemas de freno más económicos (similares a los encontrados en el 2108), no cuenta con elevavidrios eléctrico.
- VAZ-21124  - Emplea el motor similar al instalado en el 21124 (un motor de 1.6 de cilindaje, con 16KL). Su producción se inicia a partir de 2004, hasta el retiro de la serie de producción en 2008. Es la última versión, y en esta modificación el motor original del 2112 ha presentado un problema en las válvulas de admisi´n/escape; corregido mediante el aumento de la profundidad de las ranuras en la parte inferior del pistón (hasta 6,5 mm). Aparte, el diseño del cilindro fue modificado para lograr un volumen real de trabajo, para lo que se aumentó su altura hasta unos 2,3 mm por encima del bancaje normal, así como se le hace un aumento al radio de la manivela del cigüeñal. También, había un número de otros cambios menores.
- VAZ-21123 ("Lada 112 Coupe") - Es la versión de tres puertas tipo camioneta del VAZ-2112, una alta copia del VAZ-2111 en su exterior, pero con una motorización muy deportiva. Producida en pequeños lotes (en los años 2002, 2006 , y 2008); sintió el paso de tres modificaciones en el estilo de su carrocería. Originalmente diseñado en tipo monocasco, el parachoques de la serie anterior se reemplaza con uno de la serie de parachoques de nuevo diseño, así como sus acabados en la parrilla y las luces estándar, este es el modelo que se ha mantenido en producción por la Bogdan hasta la fecha, en la planta de Cherkasy, en Ucrania.

### Ficha técnica
La ficha que se da a continuación corresponde al modelo comercializado por la Lada en Ecuador (que usa los componentes motores del Lada 110), y difiere de la de los modelos más sofisticados, nunca comercializados en el continente americano (a excepción de Cuba):
- Motor: L4 (1,3 L/1,6 L) 1.6 litros (89 HP).
  - Aceleración de 0 a 100 km/h estimada en los 17.5 segundos.

- Tracción: delantera
- Cambios/Marchas : 5
- Frenos: Discos delante, tambores atrás
- Velocidad máxima: 160 km/h
- Consumo medio: 7.5 km/L